# Bittacus geniculatus
Bittacus geniculatus is een schorpioenvlieg uit de familie van de hangvliegen (Bittacidae). De wetenschappelijke naam van de soort is voor het eerst geldig gepubliceerd door Erichson in 1848.
De soort komt voor in Brazilië en Guyana.